# Markus Cerman
Markus Cerman (* 27. Juli 1967 in Wien; † 3. Oktober 2015) war ein österreichischer Historiker und außerordentlicher Universitätsprofessor. Er war Institutsvorstand des Instituts für Wirtschafts- und Sozialgeschichte der Universität Wien.

## Leben und Wirken
Cerman begann 1985 ein Studium der Geschichte sowie Gewählten Fächer an der Universität Wien und studierte ab dem Wintersemester 1985/86 Geschichte und Sozialkunde sowie Anglistik und Amerikanistik für Lehramt an höheren Schulen. Im Oktober 1991 schloss er sein Studium mit der Sponsion zum Mag. phil. ab. Er arbeitete danach von 1991 bis 1992 als wissenschaftlicher Angestellter des Dr. Karl Renner-Instituts (Abteilung Geschichte und Politik), absolvierte zwischen 1992 und 1996 ein Doktoratsstudium der Geschichte an der Universität Wien und promovierte im Oktober 1996 mit Auszeichnung zum Doktor. Während seines Doktoratsstudiums arbeitete Cerman zwischen 1992 und 1993 als wissenschaftlicher Angestellter des Vereins Dokumentation lebensgeschichtlicher Aufzeichnungen am Institut für Wirtschafts- und Sozialgeschichte der Universität Wien und war von 1993 bis 2001 am dortigen Institut Universitätsassistent. Im April 1997 habilitierte er sich und wurde zum Universitätsdozent ernannt. Er war zudem zwischen 1997 und 1998 Research Associate an der Cambridge Group for the History of Population and Social Structure an der University of Cambridge, verbunden mit einem Fellowship am Robinson College, Cambridge. 2001 wurde Ceman zum außerordentlichen Universitätsprofessor am Institut für Wirtschafts- und Sozialgeschichte der Universität Wien ernannt. Zudem war er zwischen 2005 und 2006 Humboldt-Forschungsstipendiat und Gastforscher am Institut für vergleichende Geschichte Europas im Mittelalter an der Humboldt-Universität zu Berlin. Er hatte zwischen 2012 und 2014 die Funktion des stellvertretenden Institutsvorstands des Instituts für Wirtschafts- und Sozialgeschichte der Universität Wien und wirkte dort seit 2014 als Institutsvorstand.
Cermans Forschungsschwerpunkte lagen in den Bereichen Wirtschaft, Gesellschaft und Institutionen im vorindustriellen Europa seit dem Mittelalter, in der Vergleichenden Agrargeschichte im Mittelalter und in der frühen Neuzeit, in der Ländliche Sozialstrukturen und Herrschaftsverhältnisse im Spätmittelalter und in der Neuzeit im europäischen Vergleich, in der Europäischen Proto-Industrialisierung und Industrialisierung sowie in der Historischen Demographie und historisch-sozialwissenschaftliche Familienforschung.

## Schriften (Auswahl)
- mit Gero Fischer: Geordnete Welten. Neues Lernen mit dem Computer? Verlag für Gesellschaftskritik, Wien 1989.
- mit Sigrid Augeneder u. a.: Metallerleben. 100 Jahre Gewerkschaft Metall-Bergbau-Energie. Wien 1990.
- Hrsg. mit Sheilagh C. Ogilvie: Proto-Industrialisierung in Europa. Industrielle Produktion vor dem Fabrikszeitalter  (= Historische Sozialkunde. Bd. 5). Verlag für Gesellschaftskritik, Wien 1994.
  - erweiterte englische Ausgabe: European proto-industrialization. Cambridge University Press, Cambridge 1996.
- (Hrsg.) Wirtschaft und Gesellschaft. Europa 1000–2000. StudienVerlag, Innsbruck-Wien-Bozen 2011, ISBN 978-3-7065-5023-9.
- Villagers and lords in Eastern Europe, 1300–1800 (= Studies in European History). Palgrave Macmillan, Basingstoke 2012.